# Firozpur Cantt.
Firozpur Cantt. é uma cidade no distrito de Firozpur, no estado indiano de Punjab.

## Demografia
Segundo o censo de 2001, Firozpur Cantt. tinha uma população de 57,418 habitantes. Os indivíduos do sexo masculino constituem 60% da população e os do sexo feminino 40%. Firozpur Cantt. tem uma taxa de literacia de 75%, superior à média nacional de 59.5%: a literacia no sexo masculino é de 80% e no sexo feminino é de 68%. Em Firozpur Cantt., 11% da população está abaixo dos 6 anos de idade.